# Hybodontiformes
Gli Hybodontiformes Owen, 1846 costituivano un ordine di squali preistorici, ormai estinto, vissuto tra il Primo Devoniano ed il Cretaceo.

## Aspetto
L'ordine è caratterizzato dalla presenza di due protuberanze uncinate sopra la testa.

## Tassonomia
L'ordine è stato suddiviso in cinque famiglie: Acrodontidae, Hybodontidae, Lonchidiidae, Polyacrodontidae e Ptychodontidae.

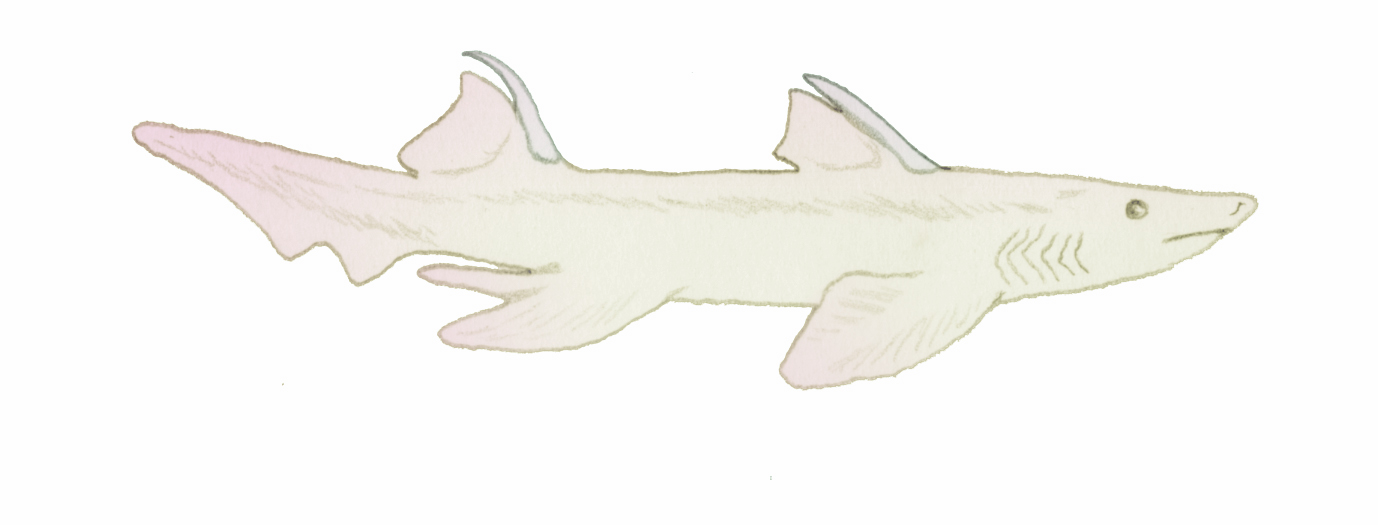
Ricostruzione di Tristychius, un ibodontiforme primitivo